# Ageneiosus magoi
Ageneiosus magoi är en fiskart som beskrevs av Castillo och Brull G., 1989. Ageneiosus magoi ingår i släktet Ageneiosus och familjen Auchenipteridae. Inga underarter finns listade i Catalogue of Life.